# 東京都道457号駒込宮地線

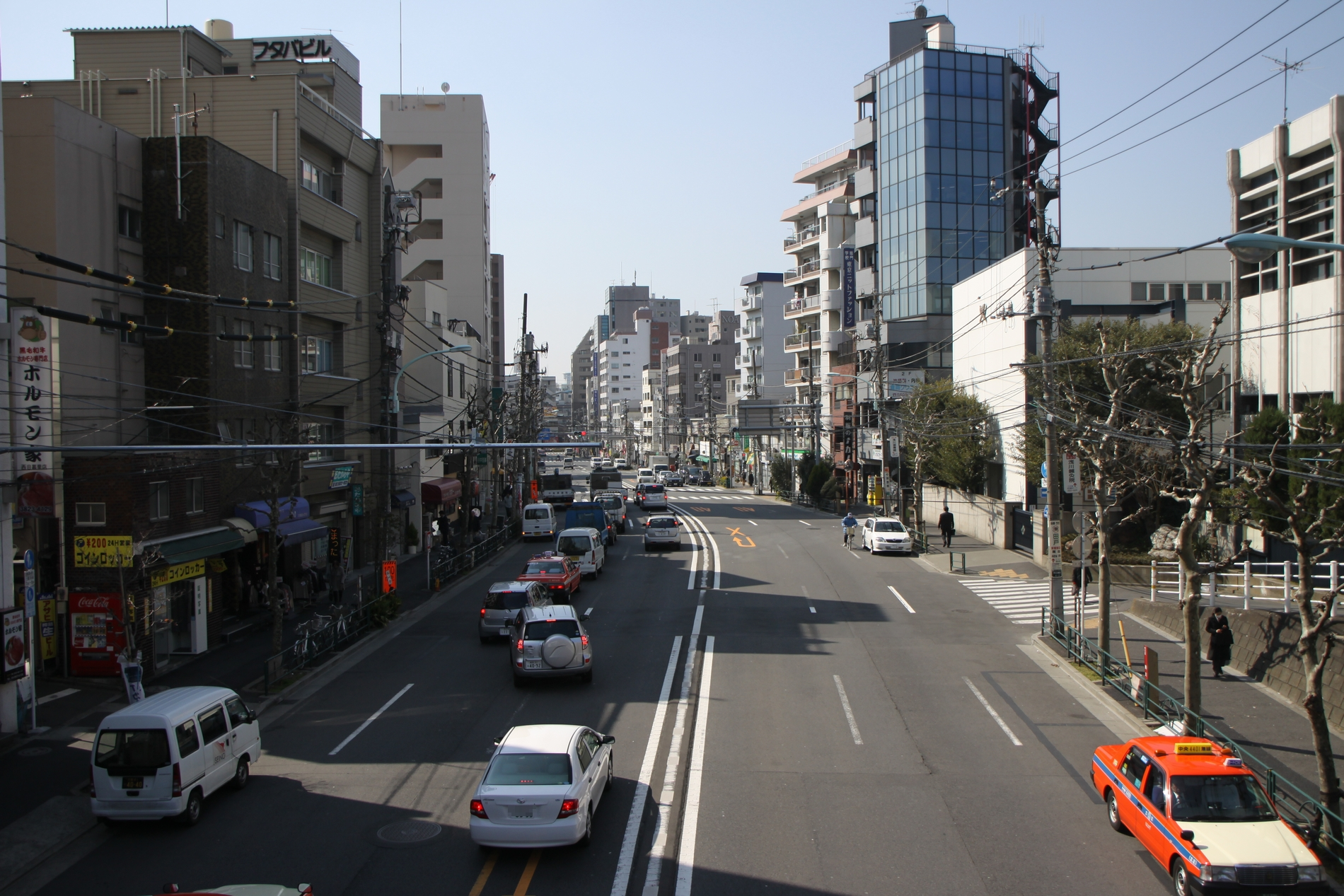
荒川区西日暮里で千駄木方面に向け撮影。道路右側の白い建物は開成高校。

東京都道457号駒込宮地線（とうきょうとどう457ごう こまごめみやじせん）は、東京都文京区と荒川区を結ぶ一般都道。全線が環状4号線に属している。

## 概要
- 起点：文京区千駄木3丁目（道灌山下交差点、東京都道437号秋葉原雑司ヶ谷線交点）
- 終点：荒川区西日暮里1丁目（宮地交差点、東京都道306号王子千住夢の島線・東京都道313号上野尾竹橋線交点）
- 経由地:東京地下鉄（東京メトロ）千代田線西日暮里駅、東日本旅客鉄道（JR東日本）山手線・京浜東北線西日暮里駅
  - 千代田線とその西日暮里駅は同道路の地下に建設され、JR東日本の西日暮里駅は同道路をまたぐ跨線橋の上にホームがある。

## 通過する自治体
- 文京区
- 台東区
- 荒川区

## 通称
- 道灌山通り

## 交差・接続する道路
- 東京都道437号秋葉原雑司ヶ谷線（不忍通り） - 文京区千駄木3丁目（道灌山下交差点、起点）
- 東京都道58号台東川口線（尾久橋通り） - 荒川区西日暮里5丁目
- 東京都道306号王子千住南砂町線（明治通り）・東京都道313号上野尾竹橋線（尾竹橋通り） - 荒川区西日暮里1丁目（宮地交差点、終点）

## 周辺の施設
- 開成高等学校
- 東京都交通局日暮里・舎人ライナー 西日暮里駅
- 京成本線 新三河島駅